# CDC42EP4
CDC42EP4‏ (CDC42 effector protein 4) هوَ بروتين يُشَفر بواسطة جين CDC42EP4 في الإنسان.